# Gare de Bourg-la-Reine
Gare de Bourg-la-Reine vasútállomás és RER állomás Franciaországban, Bourg-la-Reine településen.

## Vasútvonalak
Az állomást az alábbi vasútvonalak érintik:
- Ligne de Sceaux

## Kapcsolódó állomások
A vasútállomáshoz az alábbi állomások vannak a legközelebb:
- Gare de Bagneux (Gare de Mitry - Claye, Gare Aéroport Charles-de-Gaulle 2 TGV, B RER-vonal)
- Gare du Parc de Sceaux (Gare de Saint-Rémy-lès-Chevreuse, B RER-vonal)
- Gare de Sceaux (Gare de Robinson, B RER-vonal)

## Lásd még
- Franciaország vasútállomásainak listája
- A RER állomásainak listája